# Latouche
Latouche és una illa que es troba a la part nord-oest del Prince William Sound, a l'estat d'Alaska, Estats Units. Té les illes Elrington i Chenega, a l'oest i la de Montague a l'est. Té una superfície de 60,627 km2.
L'illa va ser un important centre miner durant el segle xx, arribant a tenir fins a 4.000 habitants que treballaven, majoritàriament, a la mineria del coure. Aquest activitat va tancar el 1930 i des d'aquell moment la població es va anar reduint fins a quedar deshabitada a finals del segle.
El seu hàbitat circumdant es va veure molt afectat pel vessament de petroli de l'Exxon Valdez de 1989.